# Husby-Rekarne kyrka
Husby-Rekarne kyrka är en kyrkobyggnad i Husby-Rekarne församling. Den är belägen vid länsväg 214 mellan Skogstorp och Hållsta. En näraliggande sockenstuga är från 1700-talet och ett kyrkstall från 1800-talet.

## Kyrkobyggnaden
Kyrkan uppfördes i romansk stil på 1100-talet. En sakristia försedd med tegelvalv uppfördes norr om koret på 1300-talet eller 1400-talet. Ett vapenhus vid södra sidan uppfördes på 1400-talet. Vid slutet av medeltiden försågs kyrkorummets innertak med valv. Ett gravkor söder om koret tillkom 1643. 1738–1739 förlängdes kyrkan åt väster och ett nytt kyrktorn byggdes som ersatte ett medeltida torn.

## Inventarier
Kyrkan har två klockor. Storklockan är gjuten på 1500-talet och har en Mariainskription. Lillklockan göts år 1746 av två spräckta klockor.
Predikstolen tillverkades på 1600-talet av Mikael Rechners verkstad.

### Orgel
- 1856 byggde Erik Adolf Setterquist, Hallsberg en orgel med 7 stämmor.[1]
- 1927 byggde Olof Hammarberg, Göteborg en orgel med 18 stämmor.[1]
- 1968 byggde Magnus Fries, Sparreholm en orgel med 17 stämmor.[1]
- Den nuvarande mekaniska orgeln byggdes 1985 av Walter Thür Orgelbyggen, Torshälla.[1]

| Huvudverk I C-g3 | Svällverk II C-g3 | Pedal C-f1     | Koppel |
| Borduna 16´      | Rörflöjt 8´       | Subbas 16´     | I/P    |
| Principal 8´     | Vox candida 8´    | Octava 8´      | II/P   |
| Gedackt 8´       | Voix celeste 8´   | Dubbelflöjt 8´ | II/I   |
| Fugara 8´        | Principal 4'      | Octava 4´      |        |
| Octava 4'        | Flöjt 4'          | Trombone 16'   |        |
| Spetsflöjt 4'    | Piccolo 2'        |                |        |
| Kvinta 3'        | Oboe 8'           |                |        |
| Octava 2'        | Tremulant         |                |        |
| Mixtur 3 chor    | Crescendosvällare |                |        |

## Panorama

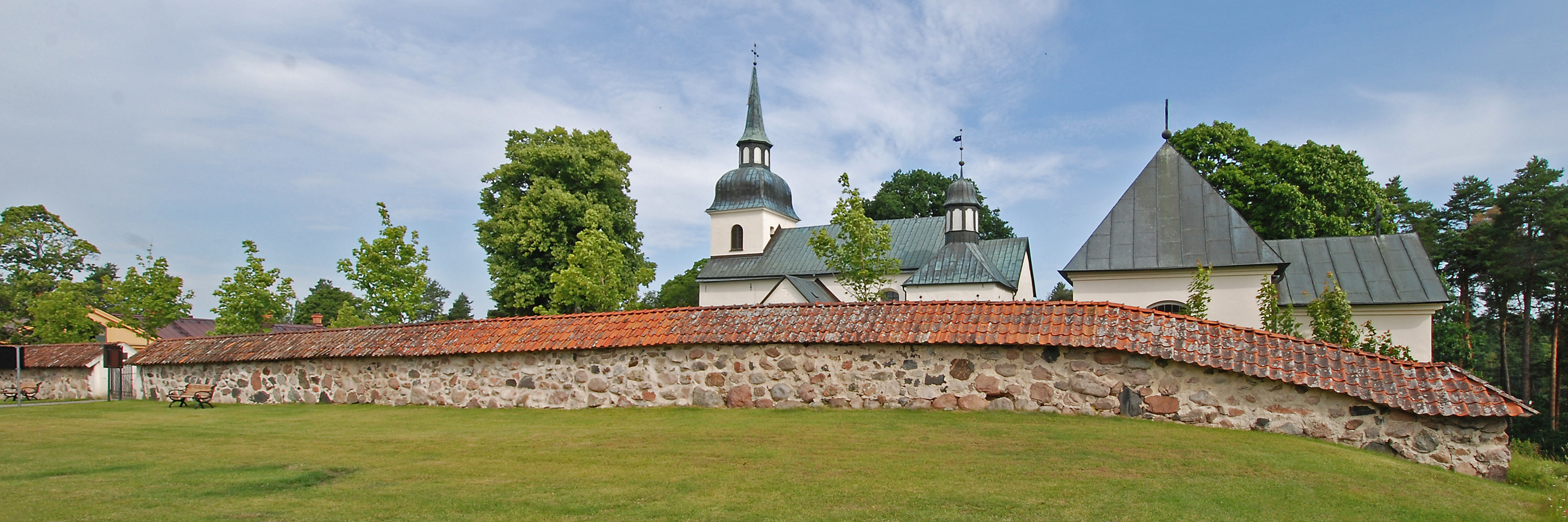
Husby-Rekarne kyrka med omgivande kyrkogårdsmur från sydost.

### Webbkällor
- anläggningspresentation
- byggnadspresentation